# Ciepło reakcji

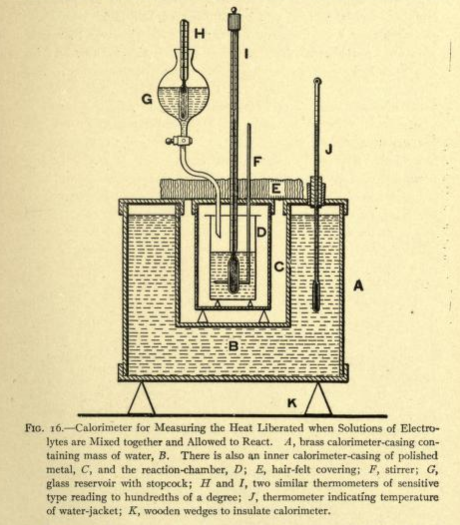
Historyczny kalorymetr N. Monroe Hopkinsa (1905)

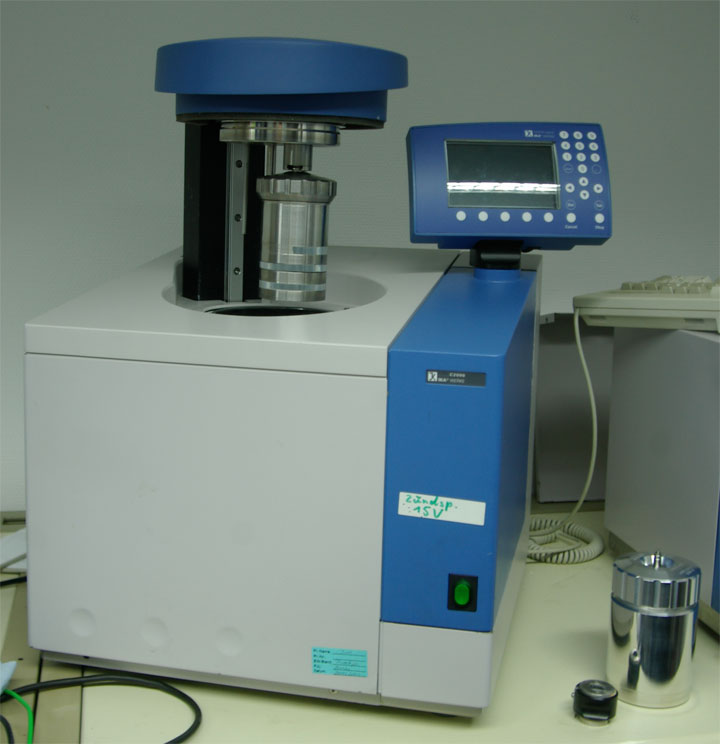
Bomba kalorymetryczna

Ciepło reakcji – część całkowitej ilości energii, wymienianej przez układ – środowisko reakcji – z jego otoczeniem w czasie przebiegu reakcji w warunkach izobarycznych (ciepło reakcji pod stałym ciśnieniem, {\displaystyle Q_{p}}) lub izochorycznych (ciepło reakcji w stałej objętości, {\displaystyle Q_{v}}), gdy liczba postępu reakcji wynosi jeden {\displaystyle (\lambda =1)}.
Związki między ciepłem reakcji i funkcjami termodynamicznymi reakcji wyrażają zależności:
- gdy {\displaystyle v,T=\mathrm {const} } i nie jest wykonywana żadna praca:

{\displaystyle Q_{v}=\Delta u=\left({\frac {\partial u}{\partial \lambda }}\right)_{T,v}} (energia wewnętrzna reakcji),
- gdy {\displaystyle p,T=\mathrm {const} } i nie jest wykonywana inna praca, poza pracą zmiany objętości {\displaystyle (p\Delta v)}

{\displaystyle Q_{p}=\Delta h=\left({\frac {\partial h}{\partial \lambda }}\right)_{T,p}} (entalpia reakcji).
Zmiany funkcji stanu układu ({\displaystyle \Delta u} i {\displaystyle \Delta h} – funkcje termodynamiczne reakcji) są zależne wyłącznie od parametrów stanu początkowego i końcowego (zgodnie z pierwszą zasadą termodynamiki), natomiast udziały wymienionego ciepła i wykonanej pracy zależą od drogi przemiany – są nazwane funkcjami procesu.

## Wyznaczanie ciepła reakcji i zależności między Qpi Qv
Wartości {\displaystyle Q_{p}} i {\displaystyle Q_{v}} są wyznaczane z użyciem odpowiednich typów kalorymetrów – bomby kalorymetrycznej {\displaystyle (v=\mathrm {const} )} albo kalorymetrów otwartych lub przepływowych {\displaystyle (p=\mathrm {const} ).} W najprostszych kalorymetrach „szkolnych” miarą ilości wydzielanego ciepła jest zmiana temperatury układu. W przypadkach stosowania urządzeń pracujących w stałej temperaturze ilość wydzielanego ciepła jest określana pośrednio (np. na podstawie zmian temperatury czynnika chłodzącego lub zmian ilości stopionego lodu w izotermicznym płaszczu lodowo-wodnym).
W czasie reakcji w warunkach izobarycznych i izochorycznych są osiągane stany końcowe o różnych ciśnieniach. Dla reakcji prowadzonej w warunkach izobarycznych spełniane jest równanie:
{\displaystyle \Delta h=\Delta u_{p}+p\Delta v,}
co bywa zapisywane jako:
{\displaystyle Q_{p}\approx Q_{v}+p\Delta v,}
mimo że {\displaystyle \Delta u_{p}\neq \Delta u_{v}} (uznaje się, że obie zmiany energii wewnętrznej są podobne).
Dodatkowym stosowanym uproszczeniem jest uznanie, że czynnik {\displaystyle p\Delta v} może nie być brany pod uwagę, jeżeli w reakcji nie biorą udziału reagenty gazowe, czyli:
{\displaystyle Q_{p}\approx Q_{v}.}
W przypadku reakcji z udziałem gazów czynnik {\displaystyle p\Delta v} nie może być pominięty i równanie stosuje się w postaci wynikającej z równania stanu gazu doskonałego:
{\displaystyle Q_{p}\approx Q_{v}+p\Delta v=Q_{v}+p(v_{2}-v_{1})=Q_{v}+(n_{2}-n_{1})RT=Q_{v}+\Delta nRT,}
gdzie {\displaystyle \Delta n} – zmiana liczby moli reagentów gazowych.

## Standardowe ciepła reakcji i ich zastosowanie

Przykład obliczeń standardowego ciepła reakcji na podstawie standardowych ciepeł tworzenia reagentów (zastosowanie prawa Hessa)

Wartości ciepła reakcji, wyznaczane eksperymentalnie, są energetycznymi efektami procesów złożonych. Zmierzone wielkości uwolnionej energii zawierają nie tylko ciepło reakcji tworzenia nowych związków chemicznych (zgodnie z równaniem reakcji), ale również ciepło innych procesów, np. powstawania nowych oddziaływań międzycząsteczkowych w roztworze o zmienionym składzie.
Ciepła reakcji, które prowadzą do otrzymania czystych produktów z czystych substratów (w ilościach zgodnych z założeniem {\displaystyle \lambda =1}), są nazywane ciepłami standardowymi. Są obliczane na podstawie standardowych ciepeł tworzenia poszczególnych reagentów, z wykorzystaniem pierwszej zasady termodynamiki i prawa Hessa. W czasie obliczeń uznaje się, że ciepło tworzenia pierwiastków chemicznych, znajdujących się w stanach najbardziej trwałych w warunkach analizowanej reakcji {\displaystyle (p,T),} jest równe zero.
Zasadę obliczeń ilustruje przykład reakcji AB + C → AC + B na podstawie ciepeł tworzenia AB i AC z pierwiastków A, B i C:
standardowe ciepło tworzenia AB (A + B → AB): {\displaystyle \Delta h_{tw,p,T,AB}^{\ominus }}
standardowe ciepło tworzenia AC (A + C → AC): {\displaystyle \Delta h_{tw,p,T,AC}^{\ominus }}
standardowe ciepło reakcji AB + C → AC + B: {\displaystyle \Delta h_{p,T}^{\ominus }=\Delta h_{tw,p,T,AC}^{\ominus }-\Delta h_{tw,p,T,AB}^{\ominus }}
W analogiczny sposób oblicza się standardowe ciepła reakcji na podstawie standardowych ciepeł spalania poszczególnych reagentów (ich pomiar jest stosunkowo łatwy).